# Georg Hartmann

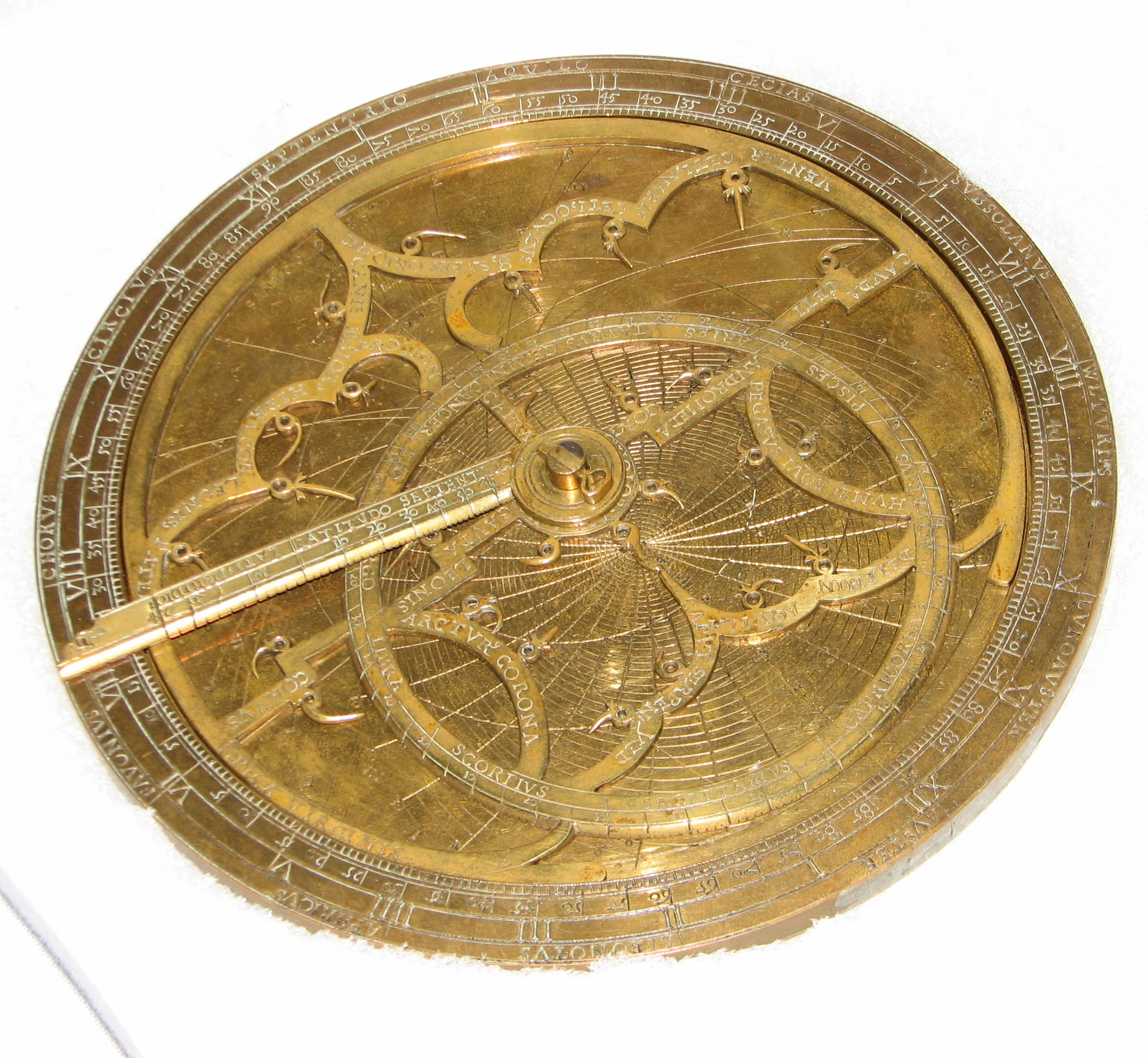
En av fyra bevarade astrolabier i brons, som tillverkades av Georg Hartmann och hans medarbetare 1537

Georg Hartmann, ibland stavat Hartman, född 9 februari 1489 i Eggolsheim, nära Forchheim i nuvarande Bayern, död 9 april 1564 i Nürnberg, var en tysk ingenjör, instrumentmakare, författare, boktryckare och astronom. 
Vid 17 års ålder började han studera teologi och matematik vid Kölns universitet. Efter slutförda präststudier gjorde han resor till Italien och Frankrike och slog sig sedan ned i Nürnberg 1518, där han blev evangelisk-luthersk präst i Sebalduskirche och stannade hela sitt liv. Han konstruerade astrolabier, jordglober, solur och kvadranter. Förutom vetenskapliga instrument gjorde han gevärssikten. Georg Hartmann upptäckte 1544 inklinationen i Jordens magnetfält, men denna upptäckt publicerades inte av honom.
Han var vän till Willibald Pirckheimer, Albrecht Dürer och Philipp Melanchthon.